# Spiros
Spiros, artiestennaam van Spyridon (Spiros) Chalos (Hannover, Duitsland, 28 juni 1969), is een Grieks-Nederlandse artiestenmanager en ondernemer in de entertainmentwereld. Voorheen was hij actief als zanger, producer en horecaondernemer.

## Biografie
De ouders van Spiros Chalos hadden een Grieks restaurant in Duitsland. Sinds 1987 woonde zijn familie in Utrecht. Spiros trouwde met Marina Wastopoulos, een Grieks-Nederlandse vrouw, met wie hij een zoon en een dochter kreeg. Hij ging werken in het Griekse restaurant van zijn schoonouders aan de Amsterdamsestraatweg in Utrecht. Later verliet hij Marina voor TMF-presentatrice Sonja Silva, maar ook deze nieuwe relatie hield geen stand.
Spiros begon als zingende ober in het restaurant aan de Amsterdamsestraatweg. Van het in eigen beheer opgenomen Griekse debuut To proi (De ochtend) werden ongeveer 1600 exemplaren verkocht. Hij stond in het voorprogramma van bekende Nederlandse artiesten als Gordon, Marco Borsato en Rob de Nijs. Spiros kreeg een zekere bekendheid in Nederland, maar zijn singles werden nooit echte hits.
In 2000 richtte hij SilvaScreen op, een talent managementbureau, dat in 2006 opging in EGO Company.
Hij keerde terug naar de horeca. In 2000 mislukte een poging de Winkel van Sinkel in de binnenstad van Utrecht over te nemen. Daarna begon hij in 2002 een nachtclub aan de Mariaplaats in Utrecht, waar hij een paar jaar de leiding over had, waarna hij het uitgaansleven verliet. In 2006 kocht hij het Griekse restaurant van zijn ex-schoonvader, dat hij in 2007 heropende onder de noemer "Lemonia". In 2008 volgde een filiaal aan de Overtoom in Amsterdam en in 2010 breidde hij uit met een derde restaurant, langs de A2 in Utrecht. Echter op 20 maart 2013 werd de horecaonderneming failliet verklaard.

## Singles
| Single met eventuele hitnotering(en) in de Nederlandse Top 40 | Datum van verschijnen | Datum van binnenkomst | Hoogste positie | Aantal weken | Opmerkingen                 |
| ------------------------------------------------------------- | --------------------- | --------------------- | --------------- | ------------ | --------------------------- |
| To proi                                                       | 1991                  |                       |                 |              |                             |
| Misschien                                                     | 1995                  |                       |                 |              | met Eva Mar                 |
| Illusie                                                       | 1995                  |                       |                 |              |                             |
| Over, voorbij                                                 | 1996                  |                       |                 |              |                             |
| Liefdesbrief                                                  | 1996                  |                       |                 |              |                             |
| Denk ook aan mij                                              | 1996                  |                       | tip             |              | Nr. 51 in de Single Top 100 |
| De aarde beeft                                                | 1997                  |                       | tip             |              | Nr. 80 in de Single Top 100 |
| Geen weg terug                                                | 1998                  |                       | tip             |              | Nr. 62 in de Single Top 100 |
| Stekeblind                                                    | 1999                  |                       |                 |              | Nr. 87 in de Single Top 100 |
| Geen vlinders meer                                            | 1999                  |                       |                 |              |                             |
| Zo lief                                                       | 2000                  |                       |                 |              | release ingetrokken         |

## Album
| Album met eventuele hitnotering(en) in de Nederlandse Album Top 100 | Datum van verschijnen | Datum van binnenkomst | Hoogste positie | Aantal weken | Opmerkingen |
| ------------------------------------------------------------------- | --------------------- | --------------------- | --------------- | ------------ | ----------- |
| Spiros                                                              | 1999                  |                       |                 |              |             |